# Graça Machel
Graça Machel (Moçambic, 1946) és una política i activista social moçambiquesa en favor dels drets de la infància.

## Biografia
Nascuda el 23 d'octubre de 1946 en una comunitat rural de Moçambic, rebé l'educació primària en una missió metodista per aconseguir poder viatjar fins a Portugal per llicenciar-se en llengües romàniques a la Universitat de Lisboa. Retornà al seu país el 1973; entrà a formar part del Front d'Alliberament Moçambiquès (FRELIMO), i desenvolupà el càrrec de mestra.
El 1975 es casà amb el polític Samora Machel. Després que el seu país aconseguís la independència aquell mateix any, el seu marit fou nomenat president del país el 25 de juny; Graça Machel esdevingué ministra d'Educació i Cultura.
El 19 d'octubre de 1986 el seu marit morí en un accident fortuït d'avió mentre es dirigia a Malawi. Després de retirar-se de la política al seu país, l'any 1994 fou nomenada pel secretari general de les Nacions Unides Boutros Boutros-Ghali presidenta de la Comissió d'Estudi de les Nacions Unides sobre l'Impacte dels Conflictes Armats sobre la Infància.
El 1995 fou guardonada amb la Medalla Nansen de les Nacions Unides pels seus treballs en defensa dels drets humans, i especialment per la defensa dels drets de la infància.
El juliol de 1998 es casà novament amb Nelson Mandela, president de Sud-àfrica. Aquell mateix any fou guardonada amb el Premi Príncep d'Astúries de Cooperació Internacional, juntament amb Fatiha Boudiaf, Rigoberta Menchú, Fatana Ishaq Gailani, Somaly Mam, Emma Bonino i Olayinka Koso-Thomas pel seu treball, per separat, en defensa i dignificació de les dones.
L'any 2008 va ser investida Doctora Honoris Causa per la Universitat de Barcelona.